# Lycaeides maracandica
Lycaeides maracandica är en fjärilsart som beskrevs av Ersch. 1874. Lycaeides maracandica ingår i släktet Lycaeides och familjen juvelvingar. Inga underarter finns listade i Catalogue of Life.